# L'amico estraneo
L'amico estraneo è un romanzo del 1982 scritto da Christoph Hein nel 1982. Il libro diede fama mondiale all'autore ed è considerato come uno dei capolavori letterari della Germania Est. Negli anni è stato tradotto in molte lingue.
Il racconto ruota intorno alla sofferenza della protagonista dovuta all'insensibilità del mondo moderno, alla quale è costretta per evitare coinvolgimenti emotivi al fine di proteggersi da dispiaceri e sofferenze. L'importanza dovuta al libro risiede nella rappresentazione della fragilità dei rapporti umani, oltre che della difficoltà di mantenere legami autentici, in un mondo in cui la delusione e la sconfitta dei sentimenti sembrano inevitabili. 

## Storia editoriale
Il libro venne dapprima pubblicato nella Repubblica Democratica Tedesca nel 1982 e, successivamente, nella Repubblica Federale di Germania, nel 1983. In Italia fu pubblicato per la prima volta nel 1987 da Edizioni e/o, casa editrice nota per il lavoro di pubblicazione di scrittori dell'Europa dell'est in un periodo in cui ancora vigevano ostracismo o strumentalizzazioni politiche nei loro confronti.

## Trama
Claudia, dottoressa trentenne, vive a Berlino Est, lontana dalla famiglia e dal suo luogo d'origine, distante da chi la circonda e priva di emozioni e con pochi contatti sociali, ma apparentemente vive felice e libera. Il tempo libero lo passa fotografando paesaggi, che preferisce ai ritratti delle persone. Henry, suo vicino di casa e "amico estraneo" per Claudia, lavora come architetto di centrali nucleari; ha una moglie e due figli, dai quali è separato, e nel frattempo si frequenta con la protagonista.

## Titolo
Il titolo dell'edizione tedesca della pubblicazione in Germania Ovest, Drachenblut, letteralmente "sangue di drago", tratto da una metafora presente nell'ultimo capitolo del libro, fa riferimento all'insensibilità di Claudia verso gli altri descritta come un resistente "guscio protettivo" di sangue di drago. Questo presumibilmente è in riferimento alla leggenda di Sigfrido, il quale rese tutto il suo corpo immune da ogni ferita bagnandosi nel sangue di un drago da lui ucciso. D'altra parte, mentre "sangue di drago" si riferisce allo stato psicologico della protagonista, in bilico tra isolamento emotivo e ricerca di vicinanza, il titolo Der fremde Freund, "L'amico estraneo" sottolinea il riflesso di questa tensione nel rapporto tra Claudia ed Henry.

## Edizioni
- (DE) Der fremde Freund, Berlino, Aufbau Verlag, 1982.
- (DE) Drachenblut, Darmstadt e Neuwied, Luchterhand Verlag, 1983.
- L'amico estraneo, collana Le cicogne, Roma, Edizioni e/o, 1987.